# Карынши
Карынши (каз. Қарынши) — село в Каркаралинском районе Карагандинской области Казахстана. Входит в состав Тегисшилдикского сельского округа. Находится на реке Жарлы. Код КАТО — 354877300.

## Население
В 1999 году население села составляло 355 человек (184 мужчины и 171 женщина). По данным переписи 2009 года, в селе проживало 217 человек (126 мужчин и 91 женщина).